# Baerenfels-Warnow

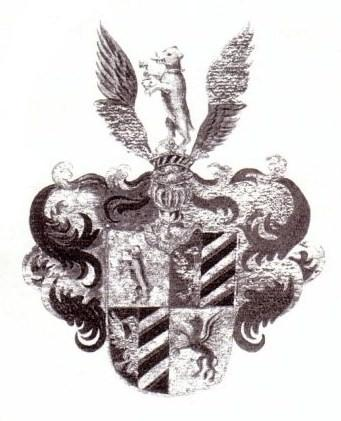
Wappen derer von Baerenfels-Warnow

Baerenfels-Warnow (ursprünglich Baerenfels von Warnow, historisch auch von Bärenfels-Warnow oder einfach von Baerenfels bzw. von Bärenfels) ist der Name eines aus Mecklenburg stammenden Adelsgeschlechts. Es wurde Anfang des 18. Jahrhunderts mit dem Namen „Baerenfels von Warnow“ in den Reichsadelsstand erhoben und führt unbeanstandet die Namensform „von Baerenfels-Warnow“. Zwar erwähnt Zedlitz, dass das Geschlecht „in den preussischen Staaten“ vielleicht von dem alten Schweizer Adelsgeschlecht von Bärenfels abstamme, offenbar sind mit dem Geschlecht die aus Mecklenburg stammenden von Baerenfels gemeint, aber der nobilitierte Stammvater der mecklenburgischen von Baerenfels war ein geborener Baerens und erhielt den Namen Baerenfels erst bei seiner Erhebung in den Adelsstand.

## Geschichte
Das Geschlecht beginnt die Stammreihe mit Adolph Baerens, Amtshauptmann zu Dargun in Mecklenburg. Er erhielt am 9. November 1709 in Wien den Reichsadelsstand mit einer Wappenbesserung und dem Namen „Baerenfels von Warnow“. Seine Nachfahren führen heute den Namen „von Baerenfels-Warnow“.
Im 17. und 18. Jahrhundert dienten die Baerenfelser auch als dänisch-norwegische Offiziere.
Das Gut Rustow besaßen die von Baerenfels von 1695 bis 1845. Zu dem Gut gehörten im Jahr 1697 22 Untertanen und vier Bauern. Die Kapelle neben dem Gutspark ließ Samuel Adolph von Baerenfels 1790 nach Entwürfen des Architekten Johann Gottfried Quistorp erbauen. Das Gutshaus Rustow war 1808 im klassizistischen Stil neu errichtet.
Während der Freiheitskriege gehörten zum Gut Rustow acht Fachwerkkaten für 20 Familien. Damals war der schwedische Kronprinz mit seinem Stab im Schloss Rustow einquartiert. Der junge Major Moritz von Krusenstern verliebte sich in die Tochter des Hauses und nahm sie nach der Hochzeit 1818 mit nach Schweden.

### Wappen
Das Wappen von 1709 ist geviert und zeigt in Feld 1 einen aufgerichteten naturfarbenen Bären mit silbernem Schlüssel in den Pranken auf goldenem Grund, Feld 2 und 3 ist gespalten: rechts in Rot ein silberner Adler am Spalt, links in Schwarz drei nach der Richtung golden-rot geteilte Schräglinksbalken, Feld 4 zeigt auf goldenem Grund einen silberngeflügelten roten Greifen mit Schlüssel in den Fängen; auf dem Helm mit rechts schwarz-goldenen, links rot-silbernen Decken der Bär zwischen offenem, von Schwarz und Silber übereck geteiltem Fluge.

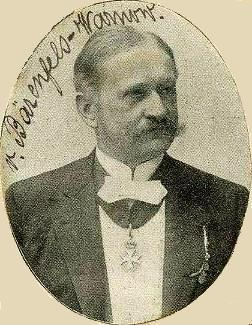
Paul von Bärenfels-Warnow (1848–1910)

## Bekannte Familienmitglieder
- Moritz von Baerenfels-Warnow (1804–1859), auf Rustow, preußischer Landrat des Kreises Grimmen, Mitglied des Preußischen Abgeordnetenhauses.
- Adolf von Baerenfels-Warnow (1840–1920), Reichsgerichtsrat.
- Paul von Baerenfels-Warnow (auch von Bärenfels-Warnow) (* 1848 auf Rustow; † 1910 in Neustrelitz), Theaterintendant, Kammerherr, Hauptmann a. D. und Mitglied des Vereins für mecklenburgische Geschichte und Altertumskunde.[6]
- Konrad Karl Adolf von Baerenfels-Warnow (1851–1944), preußischer Generalleutnant. Er befehligte vom 11. November 1916 bis zum 23. Juni 1918 die 205. Infanterie-Division.